# Panorpa implicata
Panorpa implicata är en näbbsländeart som beskrevs av Cheng 1957. Panorpa implicata ingår i släktet Panorpa och familjen skorpionsländor. Inga underarter finns listade i Catalogue of Life.